# 122.ª Divisão de Infantaria (Alemanha)
A 122ª Divisão de Infantaria (em alemão:122. Infanterie-Division) foi uma unidade militar que serviu no Exército alemão durante a Segunda Guerra Mundial.

## Comandantes
| Comandante                               | Data                                            |
| ---------------------------------------- | ----------------------------------------------- |
| Generalleutnant Siegfried Macholz        | 5 de outubro de 1940 - 8 de dezembro de 1941    |
| Generalleutnant Friedrich Bayer          | 8 de dezembro de 1941 - 17 de fevereiro de 1942 |
| Generalleutnant Siegfried Macholz        | 17 de fevereiro de 1942 - 1 de agosto de 1942   |
| Generalleutnant Kurt Chill               | 1 de agosto de 1942 - 10 de outubro de 1942     |
| Generalleutnant Gustav Hundt             | 10 de outubro de 1942 - ? de novembro de 1942   |
| Generalleutnant Siegfried Macholz        | ? de novembro de 1942 - 1 de dezembro de 1942   |
| Generalmajor Adolf Westhoff              | 1 de dezembro de 1942 - 8 de janeiro de 1943    |
| Generalmajor Adolf Trowitz               | 8 de janeiro de 1943 - 15 de maio de 1943       |
| Generalleutnant Alfred Thielmann         | 15 de maio de 1943 - 27 de junho de 1943        |
| Generalleutnant Kurt Chill               | 27 de junho de 1943 - 1 de fevereiro de 1944    |
| Generalmajor Johann-Albrecht von Blücher | 1 de fevereiro de 1944 - 4 de fevereiro de 1944 |
| Generalmajor Hero Breusing               | 4 de fevereiro de 1944 - 25 de agosto de 1944   |
| General der Infanterie Friedrich Fangohr | 25 de agosto de 1944 - 20 de janeiro de 1945    |
| Generalmajor Bruno Schatz                | 20 de janeiro de 1945 - 8 de maio de 1945       |

## Oficiais de operações
| Oberstleutnant Hans-Joachim Schipp von Branitz | 5 de outubro de 1940-24 de junho de 1942   |
| Oberstleutnant Helmut Weber                    | 24 de junho de 1942-10 de novembro de 1944 |
| Oberstleutnant Gustav-Adolf Kuntzen            | 10 de novembro de 1944-1945                |

## Área de operações
| Alemanha                       | outubro de 1940 - junho de 1941  |
| Frente Ocidental, setor norte  | junho de 1941 - setembro de 1943 |
| Frente Oriental, setor central | setembro de 1943 - março de 1944 |
| Finlândia                      | março de 1944 - julho de 1944    |
| Frente Ocidental, setor norte  | julho de 1944 - outubro de 1944  |
| Bolsão de Kurland              | outubro de 1944 - maio de 1945   |